# Hapkido

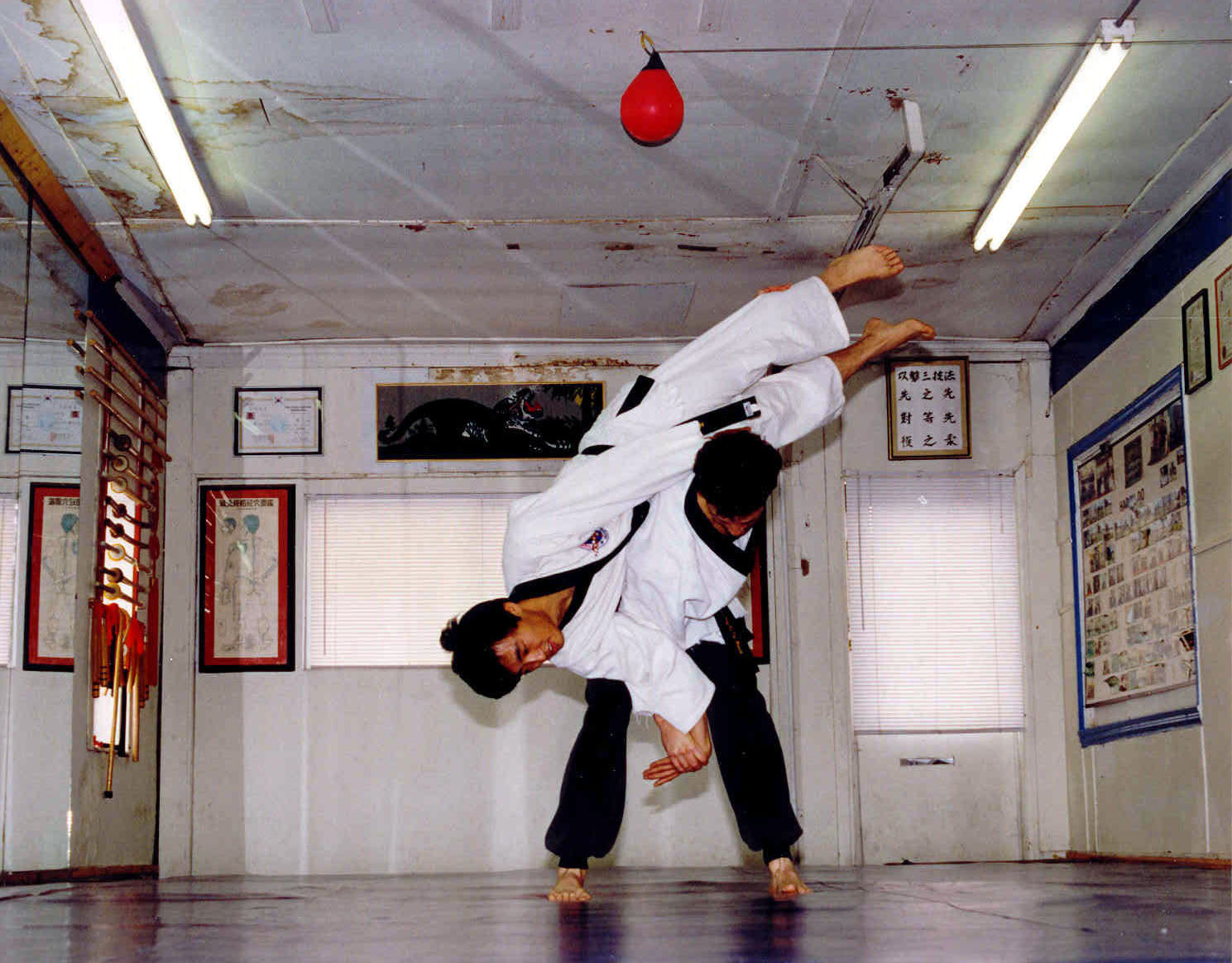
Một kỹ thuật của môn Hợp Khí đạo

Hapkido (hay còn gọi là hap ki do hay hapki-do; Hangul: 합기도; Hanja: 合氣道-Hiệp Khí Đạo), là một mô võ xuất xứ từ Hàn Quốc và có quan hệ gần gũi nhất với Aikido qua những đòn thế quật, bẻ khớp, quăng, cuốn, té... Ngoài quyền, cước và các đòn thế nhiều môn vũ khí được tập luyện và sử dụng trong môn Hapkido, như gậy, tiểu côn, song côn, dây, kiếm, dao găm v.v.. giúp và chuẩn bị cho người tập Hapkido có khả năng dùng mọi thứ vũ khí cho phép để tự vệ khi bất khả kháng như dây thắt lưng, chía khoá, gậy đi đường, dù che. Môn võ này được võ sư Choi Yong-Sool hệ thống hóa và phát triển từ sau Chiến tranh thế giới thứ II. Hapkido còn được gọi theo từ hán Việt là Hiệp Khí Đạo Hàn Quốc.

## Kỹ thuật

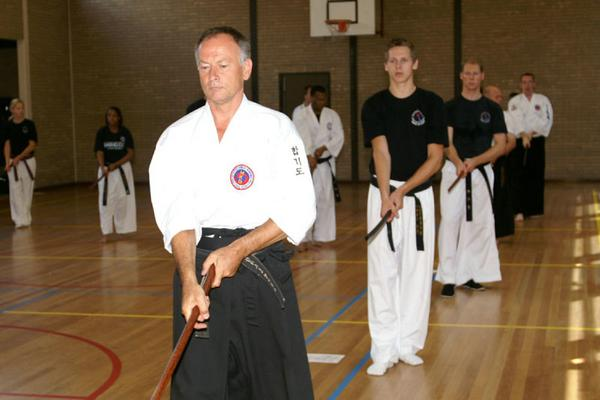
Một kỹ thuật dùng kiếm của môn Hợp Khí đạo

Căn bản của môn phái Hapkido đặt trên 3 nền tảng nguyên lý chính:
- Nguyên lý vòng tròn ("Won", 원 hay 圓) → (원 Weon 圓 Viên (vòng tròn)): Mọi kỹ thuật dựa và đi trên tiến trình vòng tròn, mọi lực khi từ đối phương đến mình phải biến bằng cách đẩy nó theo vòng tròn (circular motion) và phá giải bằng lực ly tâm.
- Thủy/nước ("Yu", 유 hay 柳 Liễu) → (유 Yu 流 Lưu (dòng chảy)): Mọi chiến thuật, phải dựa trên căn bản của con nước, tức là mềm mại khi đối đầu với địch thủ, uốn theo chiều tấn công đối phương. Như con nước khi dồn nhiều thành con nước lũ phá vỡ mọi thành trì của đối phương khi có cơ hội.
- Lửa chớp ("Hwa", 화 hay 和 Hòa) → (화 Hwa 火lửa): Tốc độ phải luyện nhanh như tia chớp, không để đối phương kịp phản ứng kịp khi dùng những kỹ thuật liên hoàn tầm xa dứt điểm trận đấu.

Ngoài các đòn triệt, phá, niêm nhằm chế ngự các đòn đá đòn thế của Hapkido vẫn mang nhiều nét đồng dạng với Tae Kyon và có khuynh hướng trở về với bản gốc Tang Su (Đường Thủ). Nhưng kỹ thuật triệt, phá, niêm đòn của Hapkido lợi hại, dứt khoát (đánh gãy tay, xỉa thủng mắt, đạp gãy chân trụ địch thủ). Nắm đấm ít được dùng mà được thay thế bằng lòng bàn tay (chang, chưởng) gốc lòng bàn tay, nắm tay quỷ, ngón tay. Các mục tiêu nằm trên người đối phương gồm 3 điểm chính: mắt, cổ, hạ bộ. Hapkido rất đa dạng với nhiều tính năng tương tự: Thiếu Lâm, Taekwondo, Karate, Judo, Aikido. Ngoài ra Hapkido còn dùng binh khí như côn, gậy, dù....
Có thể nói Hapkido là sự kết hợp hài hòa của ba môn phái nổi danh Taekwondo, Aikido và Jujitsu. Khi tấn công, Hapkido nặng về các đòn đá tầm xa như Taekwondo mạnh bạo và lợi hại. Khi phòng thủ thì dùng các kỹ thuật Jujitsu nhẹ nhàng lách né nhu nhuyễn. Khi phản công thường dùng đòn Aikido với kỹ thuật tiến thoái vòng tròn để giảm bớt tối đa lực trấn áp đối phương. Đặc biệt những đòn thế tự vệ là sự phối hợp tuyệt vời aiki-jujitsu.
Hapkido còn chú trọng sự luyện khí, từ những động tác luyện khí khởi động sơ cấp đến những bài luyện khí cao cấp. Ngoài ra nhiều món vũ khí cũng nằm trong hệ thống huấn luyện như tiểu côn, song côn, dây xích, kiếm, dao găm… Học sử dụng và đánh vũ khí chỉ dành cho các môn sinh đẳng cấp huyền đai. Khi làm chủ được các kỹ thuật đánh vũ khí, họ có thể sử dụng tay không khống chế và tước vũ khí dễ dàng.

## Các vị võ sư

### Choi Yong Sul
Võ sư Choi Yong Sul là người có công trong việc thu nhập, phục hồi những thế nguyên thủy của Hapkido chính gốc. Sinh năm 1904 ở thị trấn Yong Dong, tỉnh Choong Chung, gần Taegue, Hàn Quốc. Sau khi qua Nhật, võ sư Choi được gán làm việc cho Sokaku Takeda (1860-1943), chưởng môn đời thứ 32 của Daito Ryu Aikijitsu, lúc đó Takeda đã 44 tuổi. Võ sư Choi được đặt cho một cái tên Nhật, Yoshida Asao. Do đó Hapkido mới có được những đòn Nhu thuật và Hiệp khí nhu thuật như hiện nay. Trở về nước vào giữa thập niên 1940, Võ sư Choi Yong Sul bắt đầu dạy võ thuật. Võ sư Choi Yong Sul đã đem đến cho môn phái Hapkido các đòn thế đặc sắc của môn võ Daito-Ryo Aiki-Jutsu có từ xưa của Nhật Bản.

### Seo Bok-Seob
Seo Bok-Seob đã là người giúp đỡ võ sư Choi mở trường dạy kỹ thuật tự vệ đầu tiên tại thủ đô Hán thành, chính thức được gọi là môn phái Hapkido vào tháng 2 năm 1951. Seo cũng là môn sinh đai đen đầu tiên của Choi, cùng với những kiến thức trong Ju-Jitsu, Suh đã bổ sung những kiến thức này cho hệ thống Hapkido rất nhiều những kỹ thuật túm, kéo ống tay áo, vai áo, quăng liệng căn bản được dùng trong Hapkio, có thể tìm thấy từ Ju-Jitsu hoặc Judo. Tuy nhiên đến lúc nầy Hapkido chỉ và vẫn được biết đến như một môn võ gia truyền trong dòng võ lớn của Hàn Quốc.

### Ji Han Jae

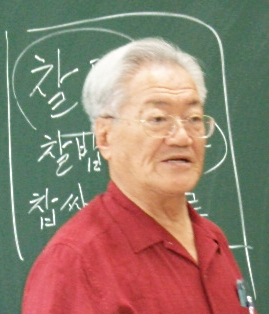
Võ sư Trì Hàn Đới

Trì Hàn Đới (Ji Han Jae) là một võ sư được biết nhiều đến với tài năng đóng phim và đem đến cho Hapkido sự nổi tiếng vì các đòn Hapkido của ông dùng trong phim ảnh trong suốt thập niên 60, 70, nhất là thời gian đóng chung với những phim của tài tử Lý Tiểu Long. Vào đầu thập niên 1960, với sự giúp sức của môn đồ là Kim Soo Wong, võ sư Ji Han Jae đầu tiên chính thức hoàn thành học trình chính thức đầu tiên cho môn phái Hapkido và có công rất lớn trong việc đưa các môn sinh của mình sang khắp mọi lục địa để truyền bá Hapkido.

### Kim Chấn Bát
Kim Chấn Bát là một trong những võ sư có công lao trong việc quảng bá môn võ này ra đối với thế giới. Ông cũng là người truyền bá môn Hiệp Khí Đạo vào Việt Nam. Kim Chấn Bát nổi danh với các đòn đá bay cắt lưỡi kéo tấn công cùng lúc hai mục tiêu trên không, hoặc đòn én bay tung hai chân công phá hai mục tiêu phía trước. Đòn chim ưng vồ mồi nhảy lên gối chân trụ đối phương để tung đòn chẻ xuống đỉnh đầu.